# Prost AP01
A Prost AP01 egy Formula–1-es versenyautó, amelyet a Prost Grand Prix csapat tervezett és versenyeztetett az 1998-as Formula–1 világbajnokság során. Pilótái Olivier Panis és Jarno Trulli voltak.

## Áttekintés
Ez volt a csapat első autója, amely a Peugeot motorjait használta, miután hosszú távú, gyári támogatással is járó megállapodást kötöttek a motorszállítóval. Az autók festése maradt a korábbi évekből ismert mélykék, ahogy a szponzorok jelentős része is. A főszponzor Gauloises cigaretta logói azokban az országokban, ahol a dohányreklámok tiltva voltak, fehér színű csíkokkal lettek helyettesítve.
Az előző idény jó eredményeit követően tragikus volt a Prost számára az 1998-as év. A legnagyobb gondot a motor okozta, amely nehéz volt és megbízhatatlan, emiatt gyakran kiestek, ráadásul a kasztni egyensúlya sem volt miatta tökéletes, amit hiába próbáltak ballaszttal kiegyenlíteni. Nem segített az sem, hogy a kötelező törésteszten háromszor is elbuktak. A kanadai nagydíj előtt a problémák alapos átvizsgálásra kerültek, és a hátsó felfüggesztést áttervezték.
Mivel ebben az évben a csapat Párizs közelébe költözött, és ez is leterhelte őket, a Prost idénye jobbára a kármentésről szólt. Mindössze egyetlen pontot tudtak szerezni, a kaotikus belga nagydíjon Trulli révén, azt is jobbára azért, mert csak nyolcan értek célba, a Trulli mögötti két autó pedig hatalmas hátrányt szedett össze balesetek miatt. Maga Trulli is küszködött az utolsó körökben motorhiba miatt, és kapott egy kört mindenkitől.
Az első pár versenyen a kasztni oldalára szerelt X-szárnyakat használtak, más csapatokhoz hasonlóan, de ezeket Imola után betiltották.
A csapat próbált bevetni egy új, AP01B variánst is, amelybe áttervezett váltó, javított motor, és jobb súlyelosztás került. Ezt az autót mindkét pilóta tesztelte Magny-Coursban és Barcelonában, Japánban pedig Trulli vezette a szabadedzésen és az időmérő edzésen, amelyet pénzfeldobással döntöttek el. Az időmérőn mindössze a 14. helyet érte el, ezért vissza szeretett volna váltani a régi autóra, amit nem engedtek. 

## Eredmények
| Év   | Csapat                  | Motor       | Gumik | Pilóták       | 1   | 2   | 3   | 4   | 5   | 6   | 7   | 8   | 9   | 10  | 11  | 12  | 13  | 14  | 15  | 16  | Pontok | Helyezés |
| ---- | ----------------------- | ----------- | ----- | ------------- | --- | --- | --- | --- | --- | --- | --- | --- | --- | --- | --- | --- | --- | --- | --- | --- | ------ | -------- |
| 1998 | Gauloises Prost Peugeot | Peugeot A16 | B     |               | AUS | BRA | ARG | SMR | ESP | MON | CAN | FRA | GBR | AUT | GER | HUN | BEL | ITA | LUX | JPN | 1      | 9.       |
| 1998 | Gauloises Prost Peugeot | Peugeot A16 | B     | Olivier Panis | 9   | KI  | 15  | 11  | 16  | KI  | KI  | 11  | KI  | KI  | 15  | 12  | NI  | KI  | 12  | 11  | 1      | 9.       |
| 1998 | Gauloises Prost Peugeot | Peugeot A16 | B     | Jarno Trulli  | KI  | KI  | 11  | KI  | 9   | KI  | KI  | KI  | KI  | 10  | 12  | KI  | 6   | 13  | KI  | 12  | 1      | 9.       |

† - nem fejezte be a futamot, de rangsorolták, mert teljesítette a versenytáv 90 százalékát